# Micken Rieck
Pour les articles homonymes, voir Rieck.
Magdalene « Micken » Rieck, née le 26 avril 1892 à Hambourg et morte le 27 décembre 1977, est une joueuse de tennis allemande.

## Biographie
Membre du Harvestehuder THC (en), Micken Rieck est championne d'Allemagne en 1910 et 1911. Elle compte également de nombreux titres de championne d'Allemagne en salle. Elle est inscrite pour les épreuves des tennis des Jeux olympiques de Stokholm en 1912 mais déclare forfait en simple et en double mixte avec Oskar Kreuzer.
Elle compte deux participations au tournoi de Wimbledon. Elle est battue au deuxième tour par la future finaliste Agnes Morton en 1911 et au 3e tour par Phyllis Satterthwaite en 1913. Avec Heinrich Kleinschroth, elle parvient au 3e tour en double mixte.
Elle est principalement connue pour avoir remporté en 1913 la seconde édition des Championnats du monde de tennis sur terre battue à Paris contre Marguerite Broquedis (6-4, 3-6, 6-4), qui l'avait battue en finale du même tournoi l'année précédente (6-3, 0-6, 6-4). Elle est aussi finaliste du double mixte avec Kleinschroth la première année. Elle se distingue alors par son jeu défensif de fond de court et par la puissance de ses coups.
En 1916, elle épouse le joueur de hockey d'origine argentine Mauricio Galvao (en). En 1926, elle triomphe toujours au championnat d'Allemagne en double dames, battant au passage les championnes Cilly Aussem et Nelly Neppach.
Après sa carrière sur les courts, elle a été administratrice de la Fédération allemande de hockey de 1929 à 1945 et présidente du comité féminin de la Fédération internationale de hockey entre 1930 et 1945.